# Graffiti

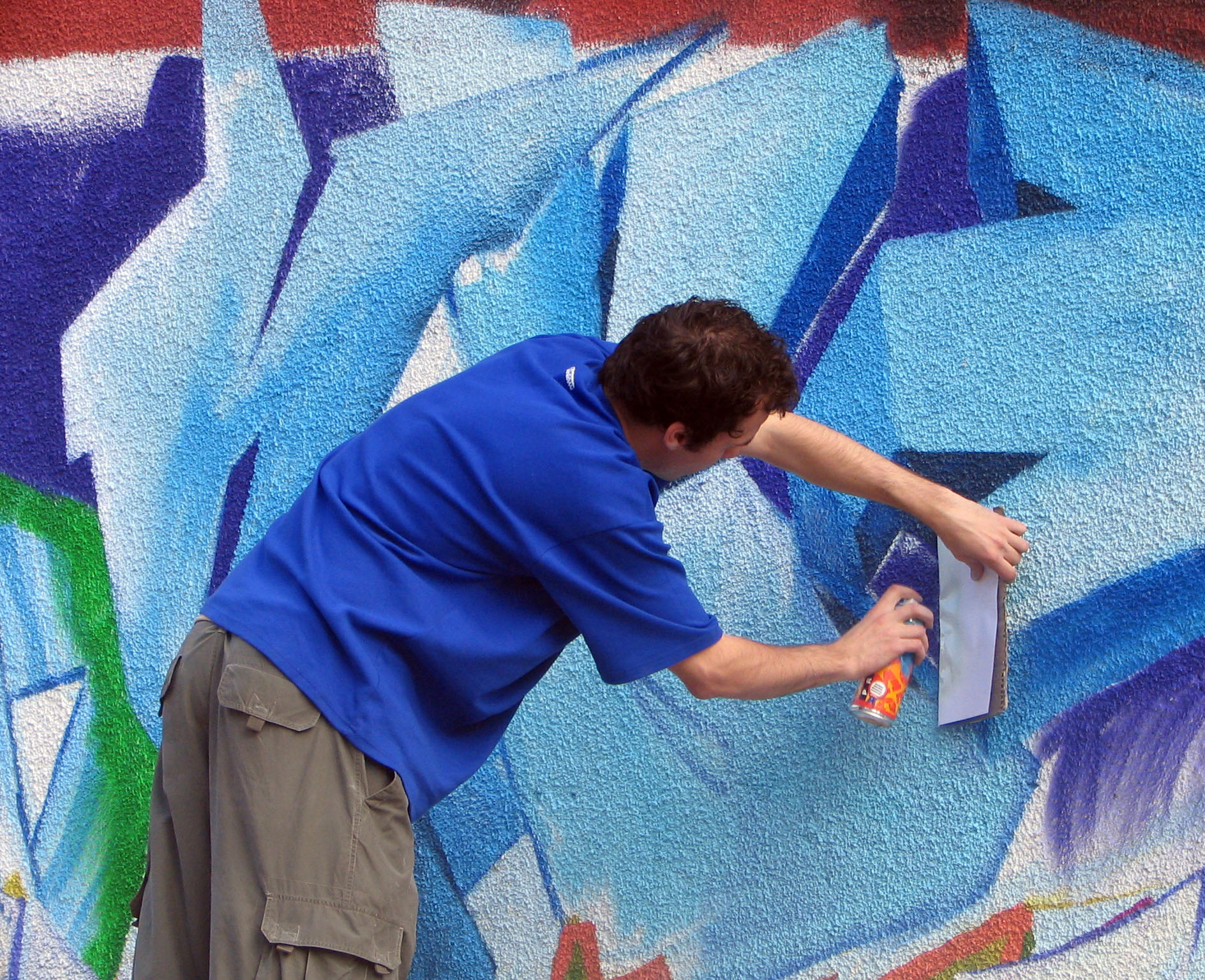
Writer při práci

Graffiti je v obecném smyslu druh projevu ve veřejném prostoru rytím, psaním nebo malbou, v současnosti především technikou nanášení barev, často ve formě spreje nebo fixy, případně škrábání, leptání. Mezi jeho charakteristiky často patří:
- nesouhlas majitelů ploch (zdí, budov, mostů) s jeho vytvořením
- umístění ve veřejném prostoru
- obsahuje sebeprezentaci, vzpurné sebevyjádření,[2] v lepším případě názor autora

Projevy spontánního kreslení, psaní či rytí do omítek jsou často odkryty při restaurátorských pracích historických objektů nebo pátráním v opuštěných prostorách. Tyto nápisy jsou někdy chápány jako historický dokument, jindy jsou odstraňovány.
Pojem graffiti je často zaměňován s pojmy mural art nebo street art, i když se liší motivací vytvoření, nadáním tvůrce i hodnocením veřejnosti.
Vychází z původního řeckého slovesa γραφειν (grafein), psát. Graffiti se stalo jedním z původních pilířů kultury Hip hopu, označované za kulturu protestu  Graffiti lze bez zřetele na Hip hop vnímat jako městský folklór ulice. V pozdější době je obohaceno o další techniky vyjadřování a stává se streetartem, příp. mural artem.

## Historie

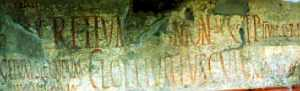
Politické graffiti v Pompejích v lidové latině

V kontextu pravěku lze považovat za výtvarnou práci ve veřejném prostoru jeskynní malby. V dějinách starověku je graffiti přítomno v Římském impériu (zachovaly dodnes např. v Pompejích) a Egyptě; zpravidla jako anonymní škrábání do omítek v podobě nadávek, vyznání lásky, nebo reklamy na nevěstinec.
Na fasádách objektů byly uplatňovány techniky sgrafita jako proškrabávání do různobarevných vrstev povrchové úpravy zdiva, nebo fresky, kdy jsou barvy nanášeny na vícevrstvou čerstvou vlhkou omítku.
Spontánní rytí do povrchu (do dřeva, omítky, kovu, skla) se objevuje na našem území ve středověku a zachovalo se na hradech, v kostelech a dalších historických objektech, současně s ním se objevuje kresba červenohnědou rudkou – v novověku i tužkou –, a jejich studiem se zabývá epigrafika. Dnešní graffiti však žije z odkazu novodobé historie v USA.

### Novodobé graffiti
Legenda o vzniku současného graffiti odkazuje do New Yorku, kde na konci šedesátých let jistý Demetrius řeckého původu přezdívaný TAKI si všiml nápisu JULIO 204, který byl odvozen od přezdívky a ulice bydliště autora (204. ulice v New Yorku). Tento vtip si Demetrius, pěší doručovatel pošty, osvojil a stal se autorem podpisů TAKI 183 na nesčetných plochách. O jeho intenzivní činnosti reportovali v roce 1971 New York Times, a tím se stal vzorem pro své následovníky pro tvorbu podpisů (tagů).
Následný rozvoj stylu graffiti do dnešní podoby nastal v 70. letech. Další inovátor byl SUPER KOOL 223, který vytvořil první barevný piece za pomoci vyměněných, improvizovaných trysek na spreji. Autor FLINT 707 v roce 1973 vytvořil první wholecar na vagónu metra a použil 3D stylizace. V roce 1976 tento výkon překonali s 11 vagóny soupravy metra autoři CAIN, MAD 103 a FLAME ONE. Fenomén graffiti si začali osvojovat jak mladí lidé z černošských ghett, tak i absolventi uměnovědných disciplín (např. Keith Harring, Jean Michel Basquiat (New York), Banksy (Anglie)), později si našlo cestu do galerií. Establishment, po zkušenostech s hippies, zareagoval opatřeními od zákazu prodeje barev mladistvým až po zvýšení represí a trestní postihy.
Od počátku existuje několik odlišných principiálních pohledů na graffiti:
- osobní projev (značka, dominace) versus umělecký koncept (sdělení, komunikace)
- veřejný prostor (ilegalita) versus galerie (přijetí pravidel)

### Česko

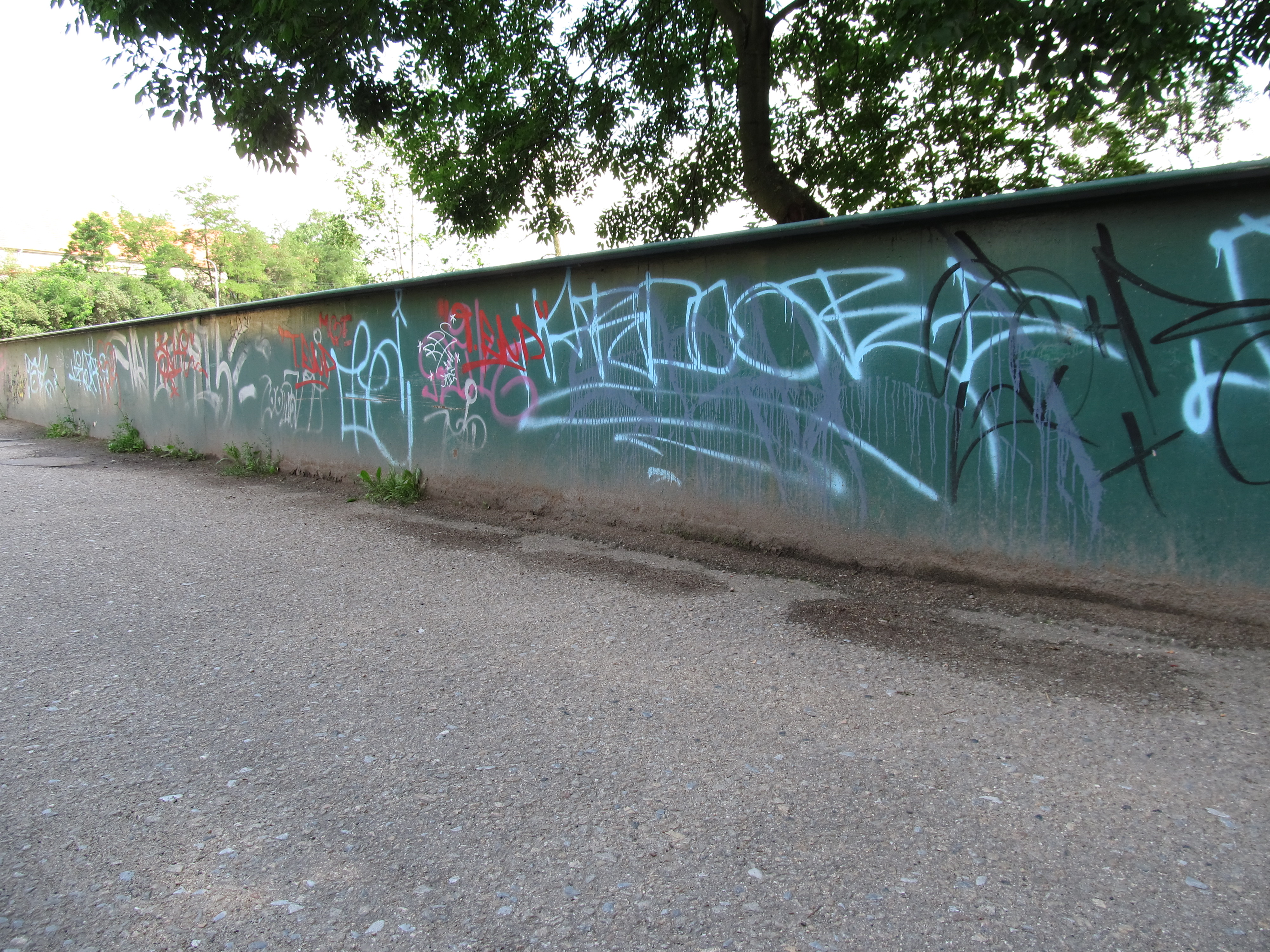
Graffiti na mostě

Za počátek hiphopového graffiti v západní Evropě se považuje rok 1983, kdy byl natočen dokument Style Wars o graffiti v New Yorku. V roce 1987 vyšla publikace Spraycan Art, která již prezentuje díla z Ameriky i Evropy dohromady.
Jisté náznaky ještě předrevolučního potenciálu graffiti v Čechách mohou poskytnout fenomény Lennonova zeď a Servít je vůl. V Česku je počátek graffiti spojen s koncem totalitního režimu okolo let 1989; tehdy tu ještě nebylo spjato s hip hop stylem. Jako rok nástupu se udává 1993, kdy již několik jedinců na graffiti pracovalo (Maniac v Ostravě od roku 1987, Timothy v Jaroměři, Mascee, Chise, CSB a BC v Praze). Zdrojem informací bylo cestování z a do zahraničí a neoficiální distribuce zahraničních časopisů. Autoři se mezi sebou napříč republikou znají a setkávají se i v běžném životě, hip hop jako životní styl nehrál ještě významnou roli.
Popularizaci v Česku umožnil od roku 1994 hudební časopis Poplife rubrikou Graffiti Art, později časopis o skateboardingu a snowboarding Board. Tím se výrazně zvýšil počet autorů, a mohou tak vznikat četné skupiny (anglicky crew). Vznikají však třenice (ideové i fyzické) mezi nováčky a starší generací: ideové o obsah díla (výtvarné umění versus syrové podpisové graffiti), a fyzické konfrontace (okrádání o spreje a potyčky o teritoria). Subkultura si také vydává magazíny o aktuálním dění.
Po roce 2000 se počet autorů zvyšuje natolik, že osobní kontakty figurují jen uvnitř jedné generace aktivních autorů, nikoliv však už mezi nimi. Vznikají první legální plochy a systematicky organizované potírání děl, případně i přistižených autorů. Díky dostupné technice natáčejí autoři videa z akcí, využívají internet, kde vytvářejí vlastní archivy děl. V roce 2006 vznikla česká kniha In graffiti we trust, která sice vyšla v regulérním nakladatelství, je ale určena především směrem dovnitř subkultury. Po roce 2007 narůstá obliba služeb fotoblogů, jako možnosti prezentovat svoje výsledky. Později fotoblogy získávají na větší oblibě, díky snaze majitelů posprejovaných ploch znovu je očistit či přemalovat. Životnost děl se tak stává mnohokrát prchavější, tudíž nutí autory zaznamenávat si je a vystavovat online ve fotografické podobě. 

## Subkultura

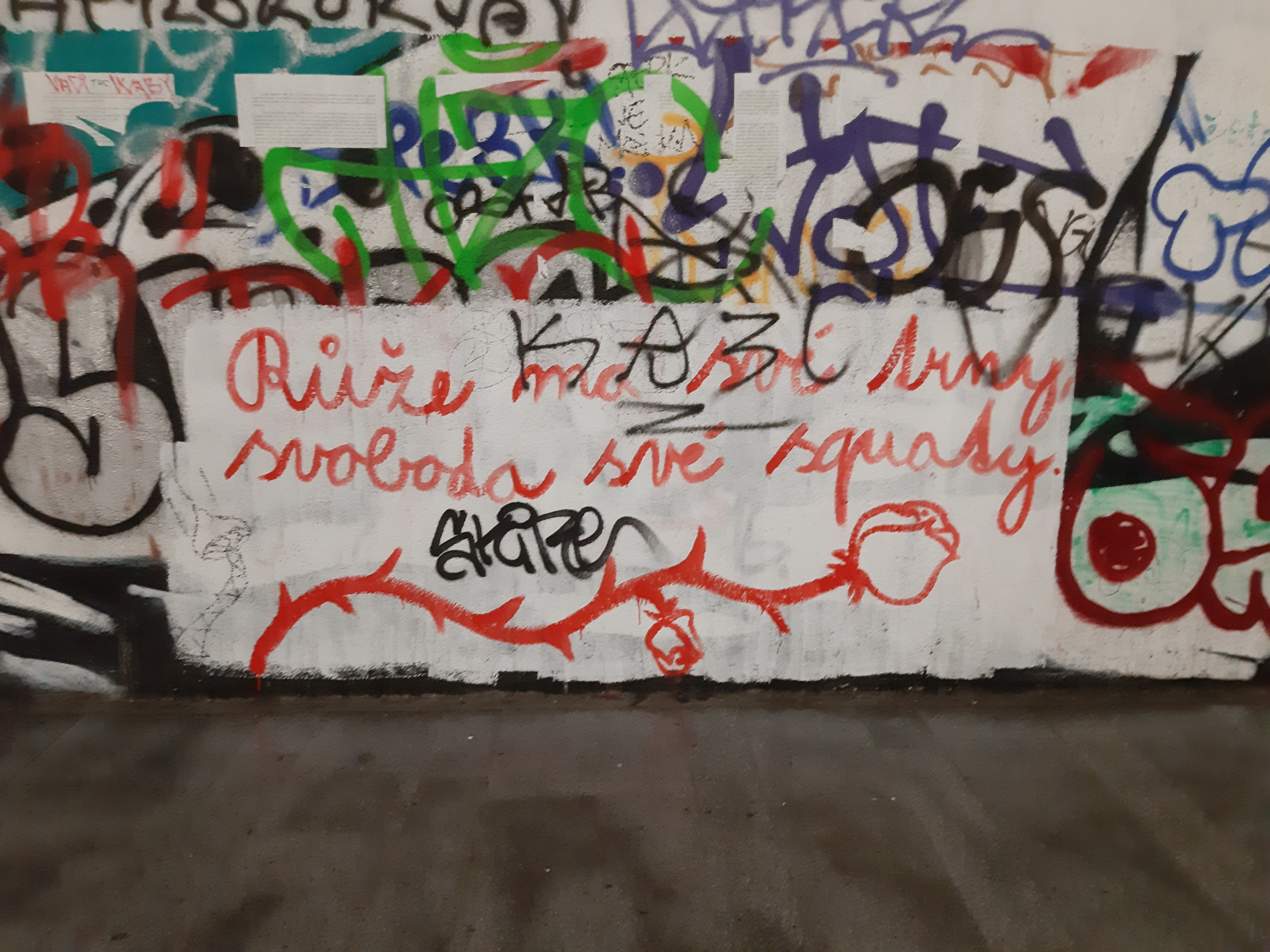
Graffiti s tématem squattingu - podchod pod ulicí Vrbenského (v Praze)

Autoři přirozeně vytvářejí skupinu (slangově crew), pod jejímž jménem pracují a budují její váženost, získávají její ochranu, a naplňují tak svou osobní potřebu příslušnosti. Skupiny hrají významnou roli při technické realizaci děl, podstatná je i jejich sociální funkce, kdy mají význam jako nejužší kruh autora a plní mýtus o bratrství, rodině. Skupiny mezi sebou vždy soutěží, někdy však i spolupracují, nebo vedou přímý boj. Je-li přizván do skupiny začátečník, zastává při tvorbě díla podružné role (např. hlídá, dokumentuje) a na oplátku mu starší mohou předat zkušenosti.
Klíčem úspěchu ve vzájemné soutěži autorů a skupin je kvalita (styl, čistota a náročnost provedení, umístění na významné místo), kvantita (rozměr, rozsah, četnost) a aktuálnost (letitá díla klesají na hodnotě, avšak slavné crews z dob dávno minulých mají o to větší hodnotu). Nejvyšší hodnotu z pohledu místa má tradičně mobilní nosič díla (vlak, metro, tramvaj); proto velký význam mají takto vybavené metropole. Není-li k dispozici metro, pak alespoň vlaky či hromadná doprava. Výrobně nejmladší vůz má nejvyšší hodnotu, díky snaze výrobců se před graffiti chránit, například pomocí kamerových systémů. Velký význam má pro subkulturu cestování a práce v cizině, často jsou cílem evropské metropole s metrem, v zájmu jsou i dosud nepostižené asijské země.
Hodnocení a zpětnou vazbu poskytuje subkultura, reakce veřejnosti nemají přímý význam. Veřejnost skrze média není schopna vnímat graffiti jako výtvarný projev, sami autoři jí příliš nevycházejí vstříc a ani o to nestojí. Nezdárné vývody veřejných médií jsou v komunitě buď předmětem výsměchu nebo pohoršení. Jsou-li autoři z vnějšku kategorizováni do rolí vandalů a teroristů, sami tyto přívlastky přijímají do svých prezentací a vnímají je jako ocenění. Nadšení autoři jsou ochotni pracovat na dílech každou noc, nejméně několikrát týdně po léta svého mládí.
Je-li autor zároveň i raperem, může předávat zkušenosti a pravidla v textech svých skladeb. Nejvyšší dosažitelnou metou graffiti je king, za něhož může být autor v rámci subkultury považován. Postupem času se obě subkultury (rap a graffiti) stále více odštěpují, a přestávají existovat původní vazby. I když dnes již dospělí autoři považují svou průpravu v graffiti jako důležitou zkušenost a výbavu do běžného života, kam se zpravidla zařadí po bok někdejších dospělých na úkor kariéry v subkultuře.

## Techniky
- spreje (can) s různými typy trysek (cap) a širokou barevnou škálou
- fixy a zvýrazňovače (marker, squeezer)
- rytí a leptání skla
- akrylové barvy nanášené štětcem
- latexové barvy s válečkem a teleskopickou tyčí, využívané na velkorozměrová díla, jednobarevná pozadí
- gumoasfaltové barvy
- šablona (stencil) v kombinaci se sprejem; využívá se jedné nebo více šablon pro barevné složky jednoho obrazu vyráběné ručně nebo řezané plotrem. Příprava probíhá mimo cílový prostor, jejich aplikace je výrazně rychlejší, nevyžaduje řemeslnou zdatnost autora díla, někdy ani autorství myšlenky. Dílo nemusí být jen prostá kopie, může být součástí globální hry.

### Postup vytváření díla
1. Zvládnutí konceptu návrhu např. v podobě skici (slangově sketche)
2. vytipování míst (slangově fleků, spotů)
3. získání místních znalostí, fungování systému
4. plánování a organizace skupiny (funkce, role, ústupové trasy, krizové plány, hlídání, dokumentace, výmluvy)
5. rychlé provedení díla v době nočního klidu
6. včasná dokumentace hotového díla

Komerční sféra se snaží o produkování kvalitnějších sprejů a barev, zvýšení krycích schopností, trvanlivosti, zdokonalování trysek pro autory. Zároveň vyvíjí techniky k odstranění a preventivní nástřiky pro města a organizace.
Životnost jednotlivých technik je omezena v centru města zpravidla aktivitou čisticích služeb na několik dnů až měsíců. V případě umístění do prostoru "nikoho" je životnost řádově několik let, než barvy podlehnou povětrnostním podmínkám, vyblednou, zarostou, nebo jsou stavební úpravou asanovány, případně přemalovány jinými autory.

## Výtvarný rozměr

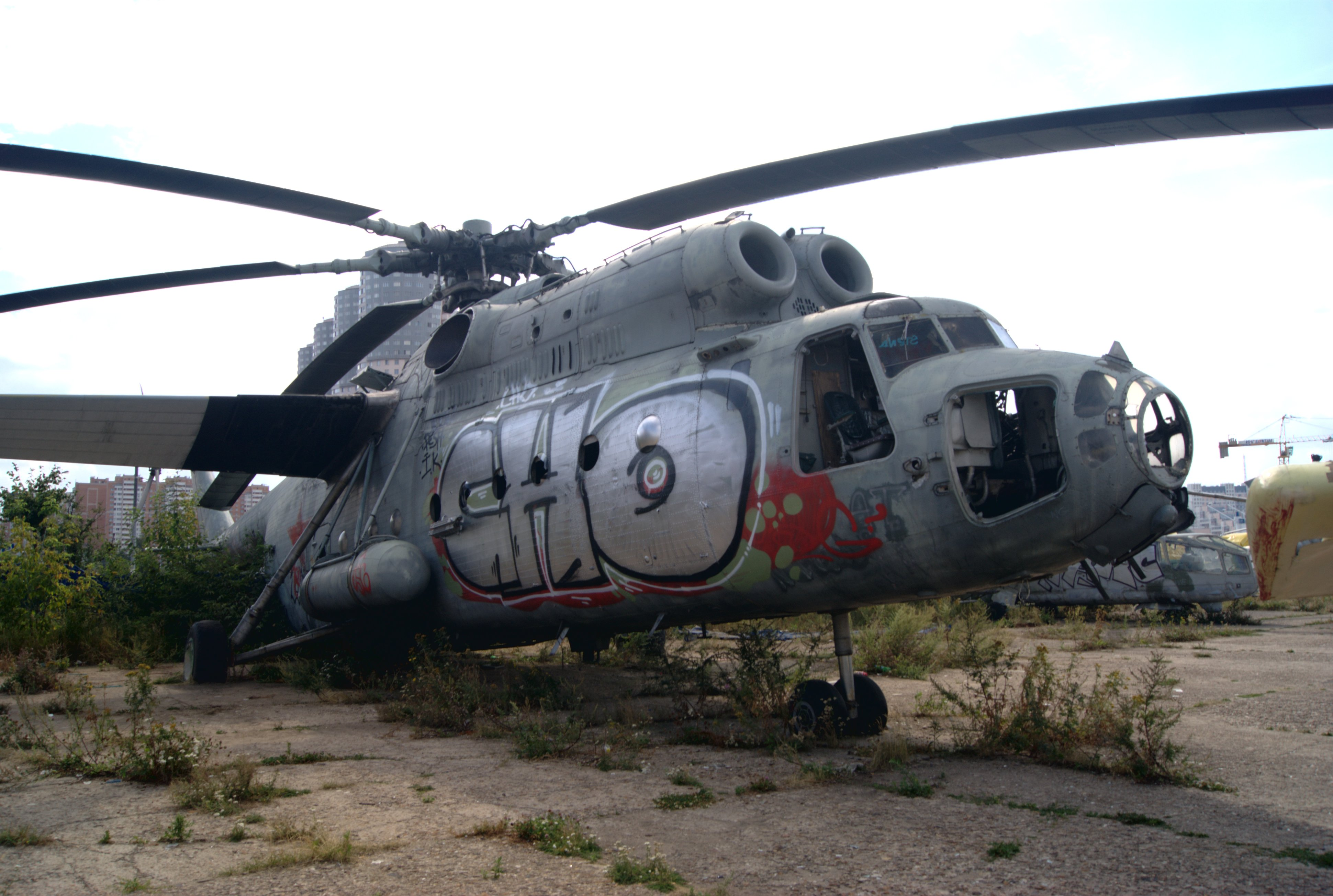
Graffiti na vrtulníku Mi-6 na bývalém letišti Chodynka v Moskvě

Každý autor si volí své jméno, pseudonym, které se stává načas jeho erbem a obvykle textovým obsahem graffiti. Jedná se krátká slova nebo zkratky (např. DTK), často anglicky znějící slova (Terror) nebo slova bez původního významu (Cae, Rweka), komolený výraz (Ecrouem) nebo slovo s číslicí odkazující na newyorskou tradici Taki183 (Wladimir 518). Důležitou roli hraje zvučnost a věrnost jménu.
Vytvoří-li autoři seskupení, volí také společné jméno, často složené z počátečních písmen původců, zpravidla 2 až 4 klíčových členů (např. DRUK, ZDG), počet písmen nemusí odpovídat počtu autorů.
Dalším textovým obsahem graffiti může být i poezie, verš nebo slovní hříčka. Mimo styl písma může být předmětem nebo doplňkem díla i obraz, zakomponovaný do prostředí, ve kterém je vytvořen, nebo obraz klasické koncepce (např. piktogramy, loga, karikatury).
Ve výtvarném ztvárnění písma je ceněn především tvar a stavba znaků, jejich spojité vazby, ladnost tahů, jasné barvy, kontrastní hrany, provedení stínů, obtahů a výplní, prostorová stylizace znaků. Až na výjimky podléhá styl tradici odkazující k počátkům graffiti. Možnost porušit tradice a čistotu stylu však je možné demonstrovat na skupině CAP (Crew Against People, Praha). Ta převzala styl opovrhovaných začátečníků (nedokonalé tvary, křivé tahy, jednoduchá, infantilní stylizace, často je obsahem karikující obrázek nebo textové sdělení), upřednostnila primitivní a hrubé techniky (válečky, štětky, štětce, postřikovací stroj) a zaměřila se na méně veřejné prostory (chátrající budovy, technická infrastruktura). Vzbudila v komunitě velké rozpory, ale výsledkem bylo akceptování cap-stylu, ne však jako hlavního proudu. Skupina je tvořena také studenty VŠUP vydává od roku 2004 vlastní magazín Upstream.

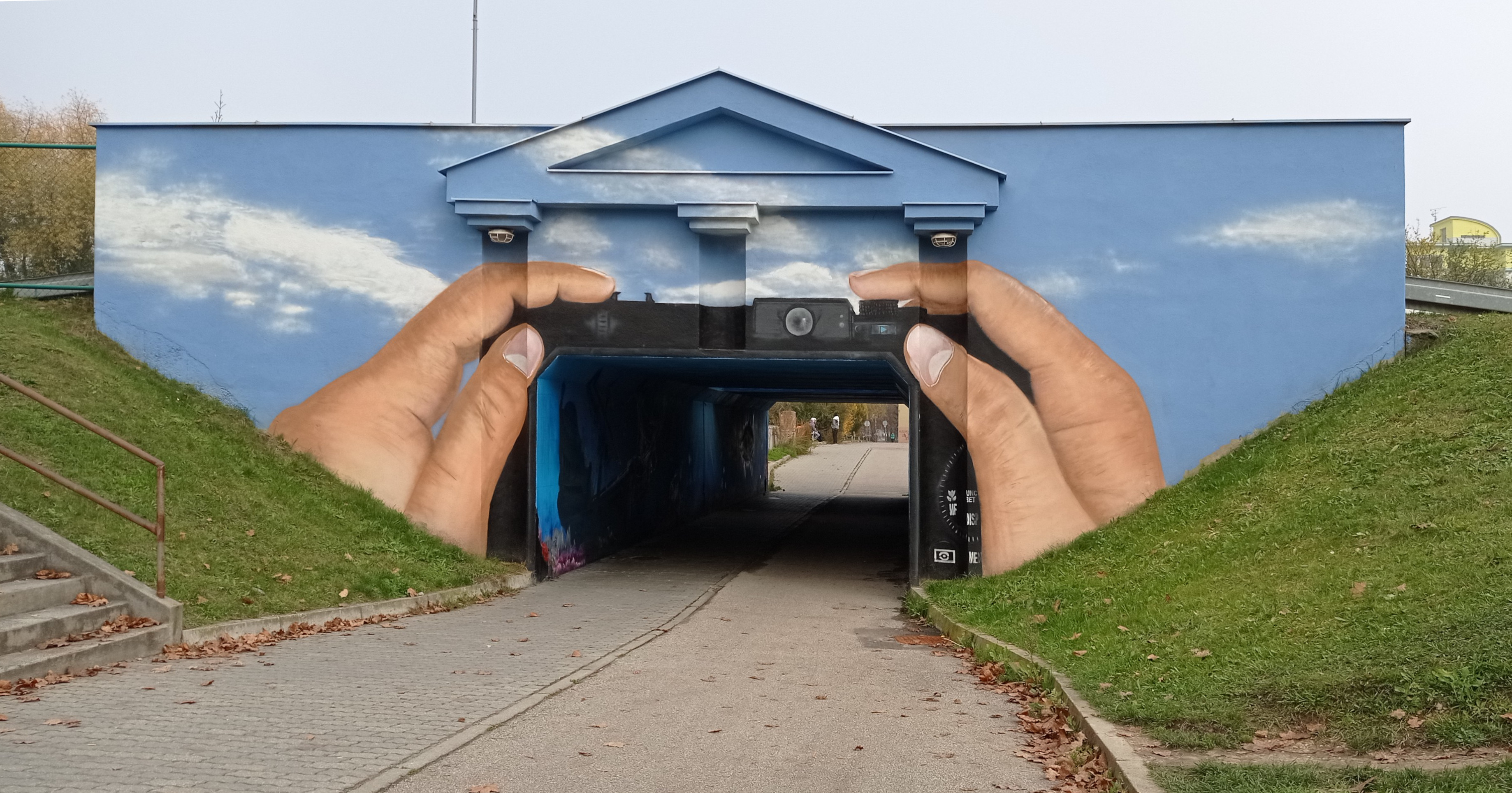
Využití podchodu jako hledáčku zobrazené kamery, České Budějovice

Autoři ze subkultury graffiti nevnímají sebe jako umělci, ani svá díla jako umění. Záporný vztah je však také dán jejich nevyjasněností definice umění, spojením umění s oficiální kulturou, a existující obavou o ztrátě ilegality. Graffiti jako jeden z technických postupů jsou absolventy uměnovědných škol využívána, dostávají se tak i do galerií. Ale i díla ulice si do galerií cestu nacházejí, ať už z potřeby subkultury (např. setkání Graffix session), nebo z pozvání kurátora (např. City’s Celebrities! Street Art & Graffiti v rámci Bienále grafického designu Brno 2008, nebo přehlídka Infiltrace 2004 v Oblastní galerii Liberec).

### Forma zpracování
- sketch – skica, studie na papír
- podpis (tag) – jednoduchý jednobarevný monogram nebo logotyp, jednou nebo několika tahy, často více vedle sebe (série), účelem je mimo jiné nácvik kresby, předností je rychlost
- chrom – grafika s využitím dobré krycí vlastnosti stříbrné barvy pro výplň, doplněné kontrastní konturou
- charakter – kresba postavy nebo obličeje (i stylizovaná či různě deformovaná)
- piece – doslova věc, dílo; celek jednoho autora nebo celé crew
- throw up – jednoduchých piece často s jednou barvou výplně, nebo i bez ní. Throw up je navržen pro rychlé vytvoření na veřejných místech

### Místo a rozsah
- panel – plošný prostor vyplněný plnobarevnou grafikou na dopravním prostředku
- bombing – mnohočetná díla skupiny nebo autora v jednom prostoru, koridoru
- rooftops – graffiti vytvářené ve výškách, nebo nad volnou hloubkou (atiky střech, štítové stěny, mostovky, střechy, komíny)
- wholecar – pokrytí celého vozu dopravního prostředku (včetně oken) graffiti
- worms (whole train) – pokrytí všech vozů soupravy graffiti[20][21]

## Příklady graffiti

### Současné autorské graffiti
- Timo (Brno) je autor se vztahem k FAVU VUT, pracující osamoceně. Nepovažuje se za součást hip hop graffiti, scéna ho nápodobně sice registruje, ale v podstatě neuznává.[22]
- Point aka Jan Kaláb (Praha)
- Tron aka Michal Škapa (Praha)

### Tradiční a historické
- graduační – v areálech vysokých škol (VUT Palackého vrch, VŠB silnice areálu) v podobě podpisů či graffiti; obdoba středoškolského tabla
- turistické – neoficiální vrcholová kniha, vrypy do kamene, dřeva, nebo uhlem; zpravidla se jedná o podpis, datum, případně krátký vzkaz
- čarodějnické – adresné nápisy místním obyvatelům na silnicích před lokalitou nebo objektem, vytvářené v noci z 30. dubna na 1. května, např. „hic vulpes dono bona nox“

– nadávky, vyznání lásky (např. „M + L = VSL“)
- historické – vrypy a malby do dřeva a omítek dochované na hradech)
- studentské – lavice učeben např. „Na VUT FASTu propadl jsem chlastu“
- Servít je vůl – veřejná dehonestace vysokoškolského pedagoga
- Lennonova zeď[23]

## Vandalství, zákon a legální plochy

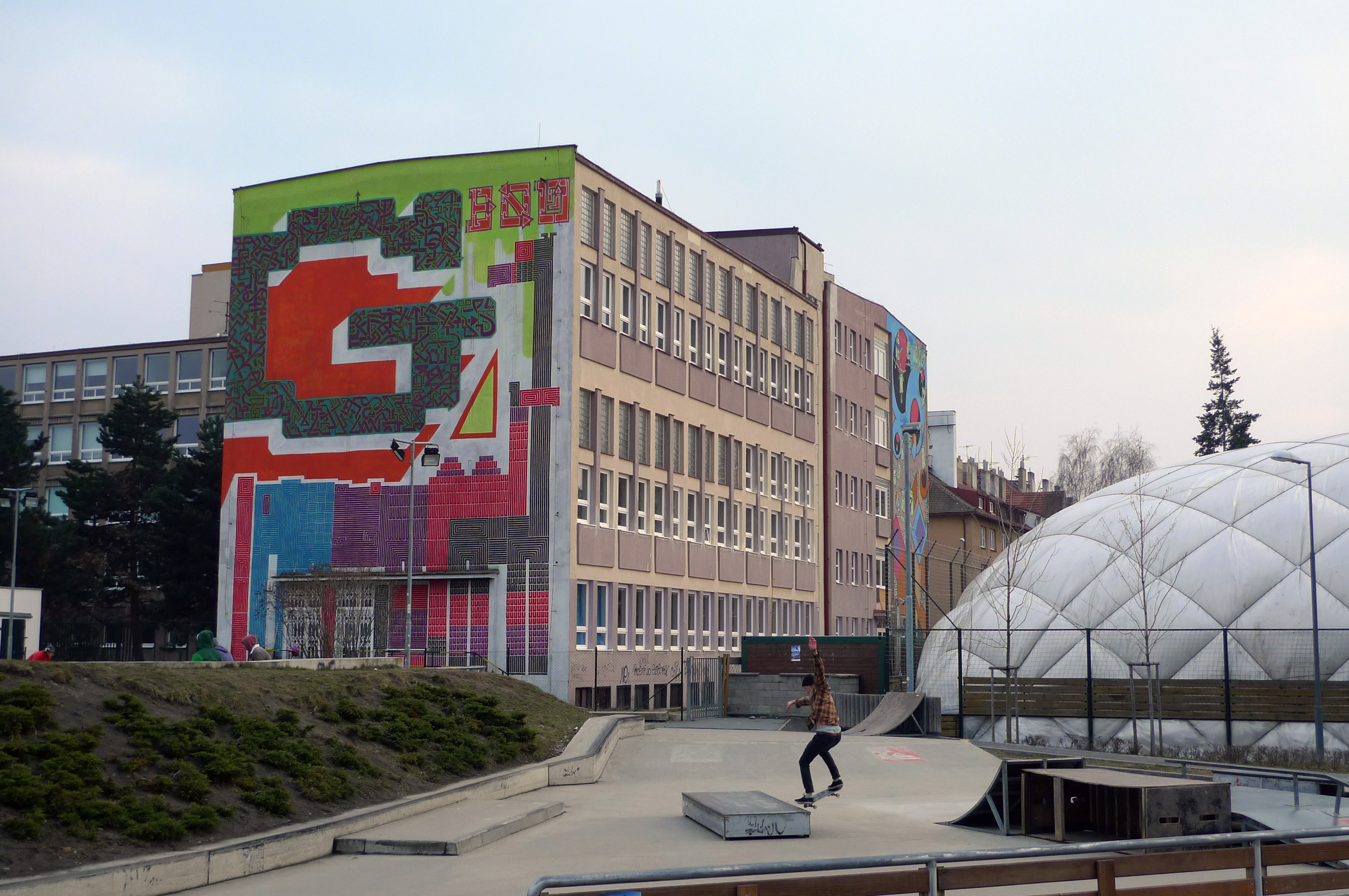
Legální mural art v Praze 10 v sousedství sportovního centra Gutovka.

Většinou populace je graffiti vnímáno jako vandalství a je možné ho postihovat na základě trestního zákoníku České republiky. Ten umožňoval autora nelegálního graffiti obvinit za trestný čin podle výše škody § 257 „poškozování cizí věci“; od novely zákona roku 2001 již vždy přímo podle § 257b za trestný čin, čímž se odlišuje tvrdším výchozím postihem od jiného vandalství. V roce 2009 přechází tato právní úprava do nového trestního zákoníku (Zákon č. 40/2009 Sb, účinnost od 1.1.2010) pod § 228 odst. 2, s ohledem na ustanovení odst. 3 a 4. Podle toho hrozí každému takovému sprejerovi trest odnětí svobody do 1 roku, v případě dalších uvedených okolností až na 6 let.
Autoři děl považují možné tresty uložené soudem za nutné riziko a dopadení policií jako motivaci k vyšší opatrnosti. To pak posiluje jejich postavení v subkultuře. Díky tomu jsou policie a stereotypní představitelé společnosti také předmětem jejich vzkazů a hrátek, nebo také přímo cílem (policejní služebny).
Jednou z uplatňovaných metod obrany státní správy a samosprávy je nulová tolerance a postavení graffiti na rovinu běžného destrukčního vandalství (např. Tony Blair ve Velké Británii[ujasnit]), odměnu za dopadení autora. V Brně byl předmětem vtipů pouličních autorů nekompromisní primátor v letech 1998 až 2002 Petr Duchoň, který boj s graffiti subkulturou začlenil do svého politického programu a stal iniciátorem paragrafu § 257b novely trestního zákona v roce 2001, odmítl legální plochy.
Autoři graffiti etický problém cizího majetku nevnímají, ač připouštějí respekt k soukromému majetku. Ale skutečnost, že veřejný prostor je vyhrazený těm, kdo si ho legálně koupí (např. reklama) je pro ně nezvaný a nelegitimní. Přes prvotní snahu působit ilegálně, vyvíjejí zástupci společnosti i subkultury snahu vyčlenit legální plochy, kde je možno se realizovat. Tyto plochy jsou pak užívány zpravidla jako tréninkové, kde místní autoři píšou pod jinými pseudonymy.
Další možnou metodou obrany proti graffiti je jeho moderování; navázání spolupráce subkultury s vnějším světem, objednání autorů graffiti na výmalbu vybraných ploch, avšak s regulovaným obsahem. Dále vyčlenění míst pro jakoukoliv tvorbu (Praha, Zlín, Havířov, Moravská Třebová, Třebíč, Vsetín, Brno). V zahraničí se tato metoda osvědčila, příkladem je galerie Graffiti Snösätra ve Stockholmu.
Také radnice městských částí si někdy objednávají za cenu barev úpravu veřejných míst nahrazující nebo předcházející nelegální tvorbě, zpravidla se jedná o podchody pro pěší, o štítové stěny obytných domů, nebo o technologické stavby (např. Praha 10). Neobvyklá není ani objednávka úpravy fasády prodejny soukromé firmy či rodinného domu.

## Galerie
Ukázky různých druhů graffiti a související terminologie:

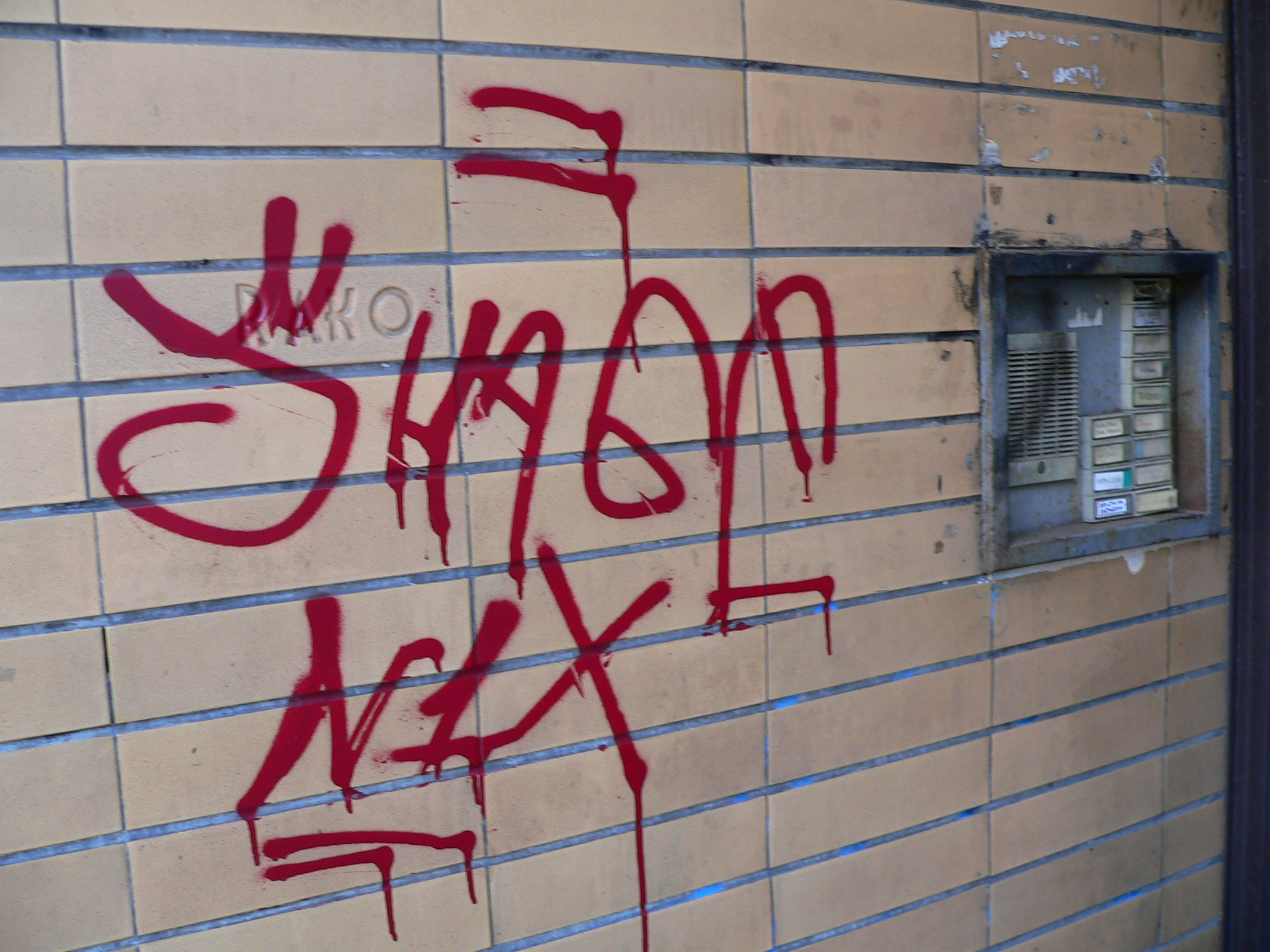
Tag
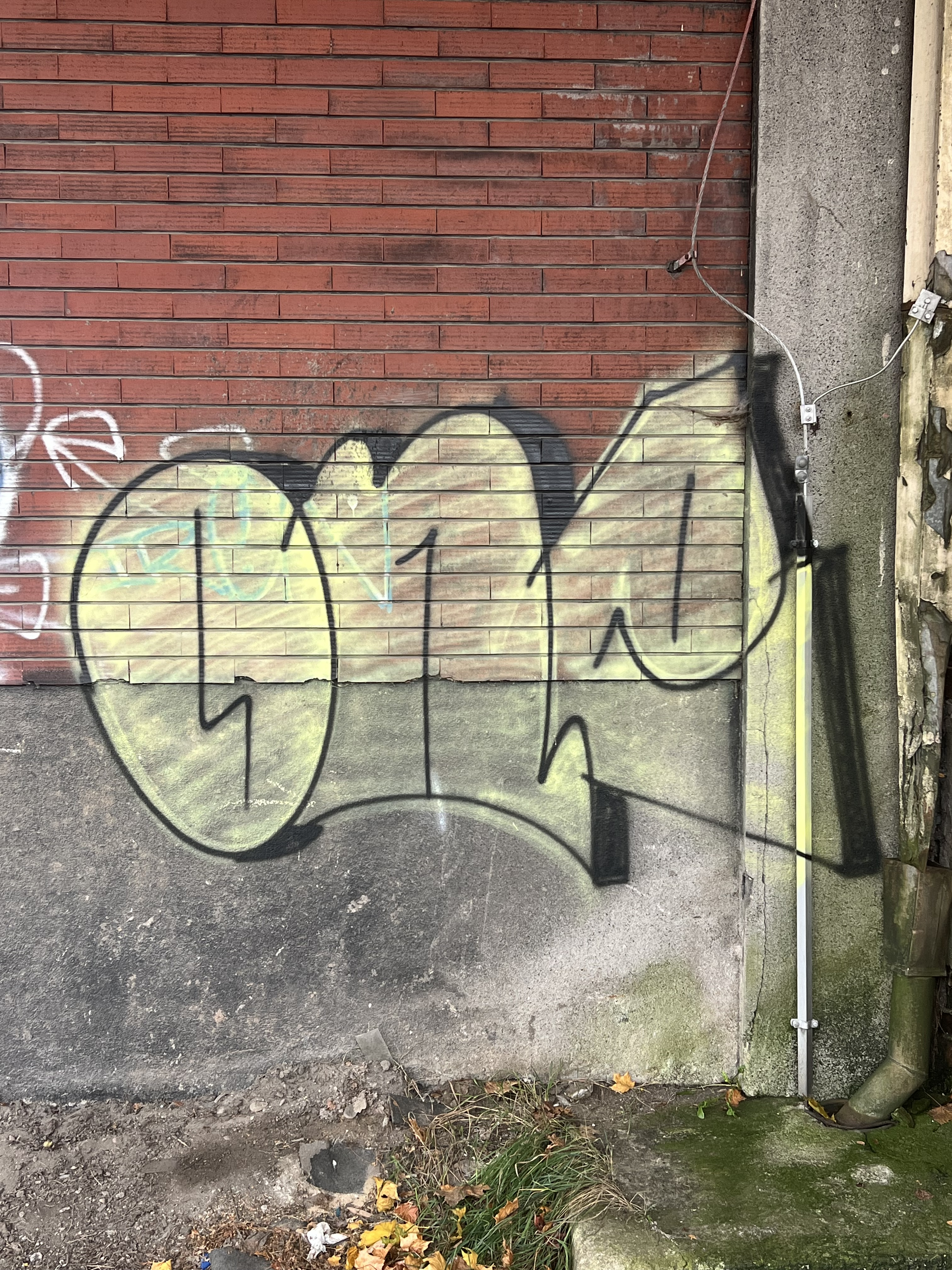
Throw up
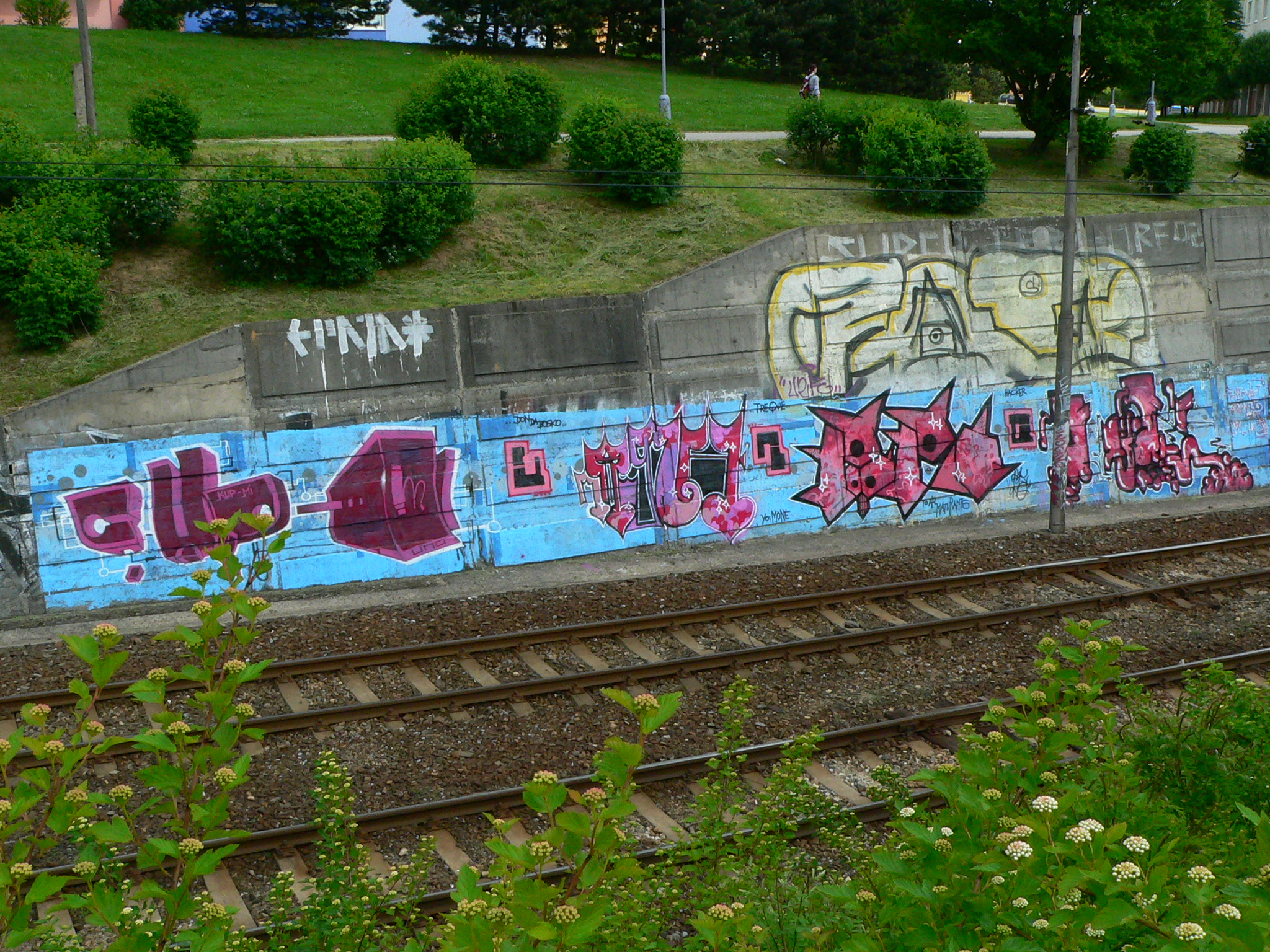
Piecy
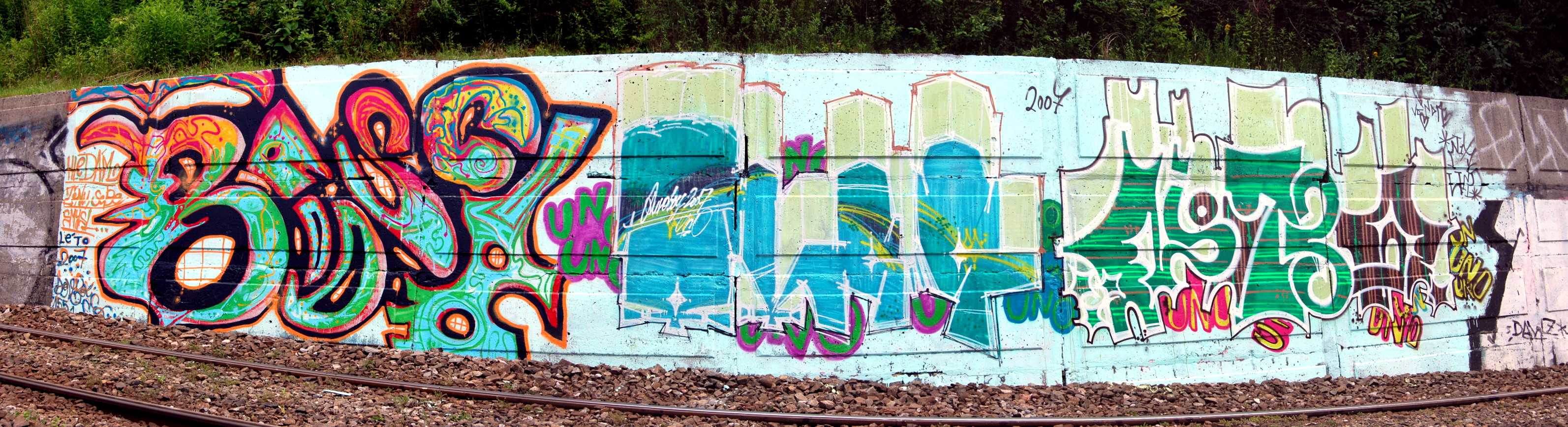
Piecy
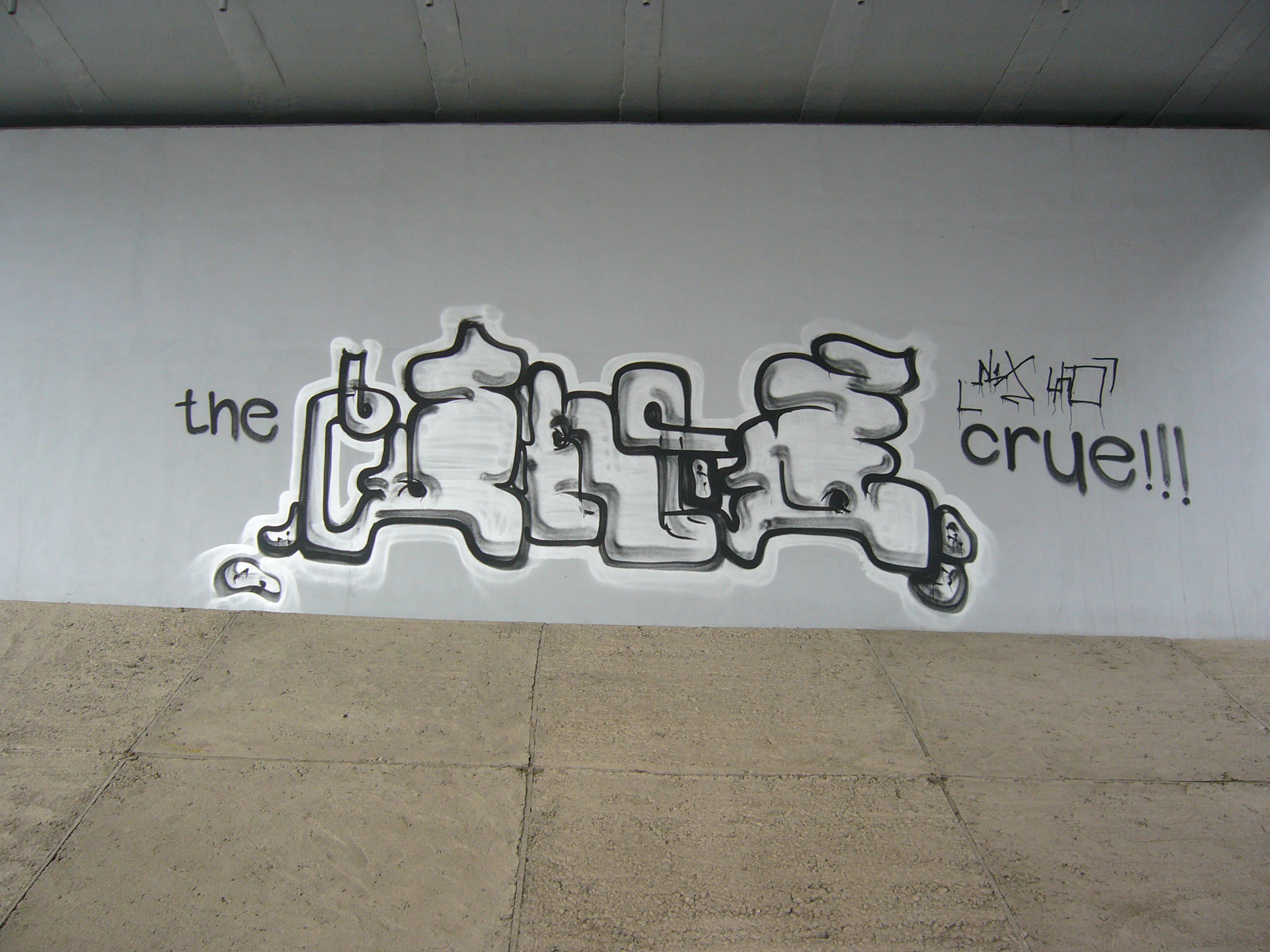
Chrom
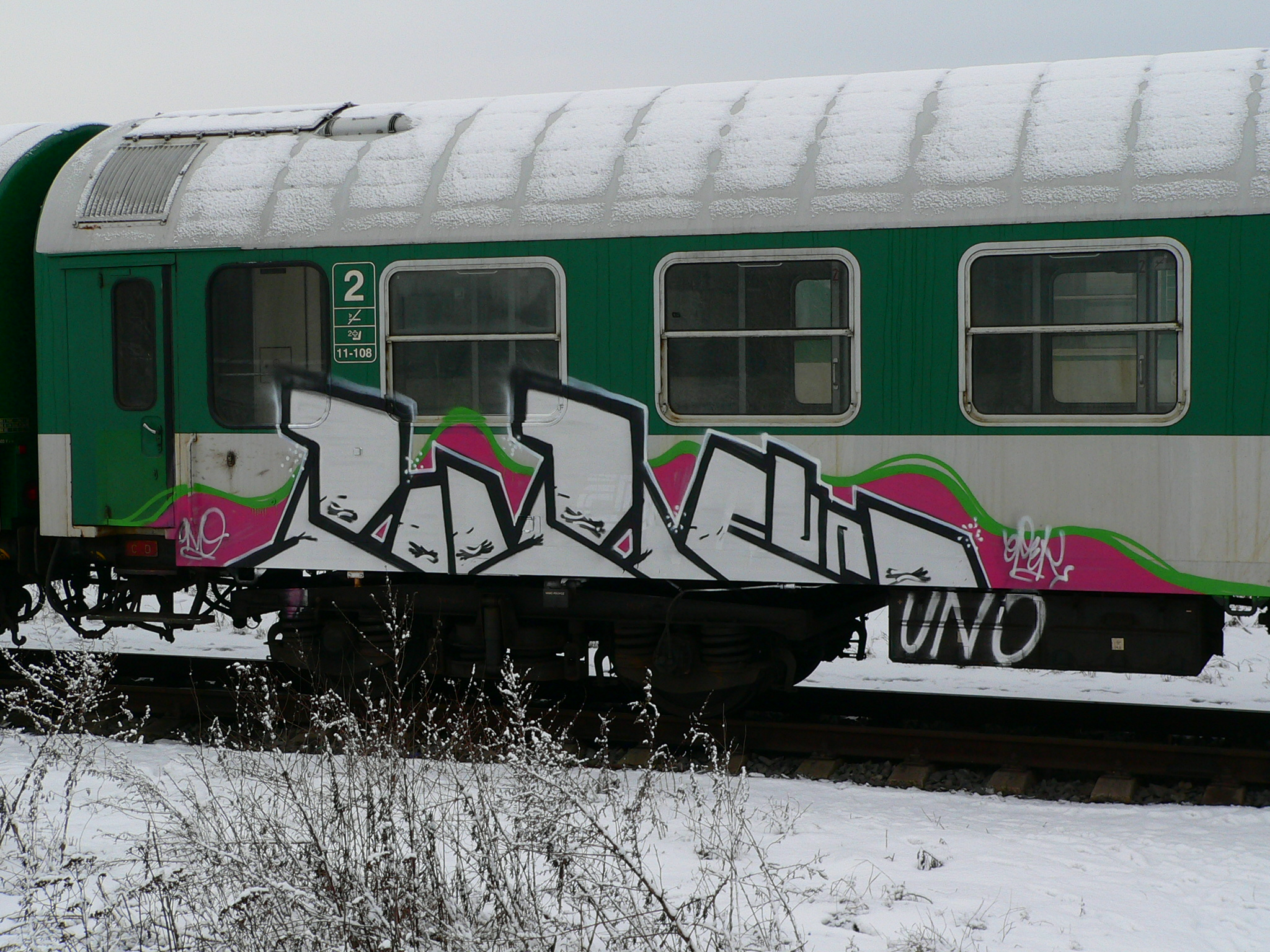
Panel
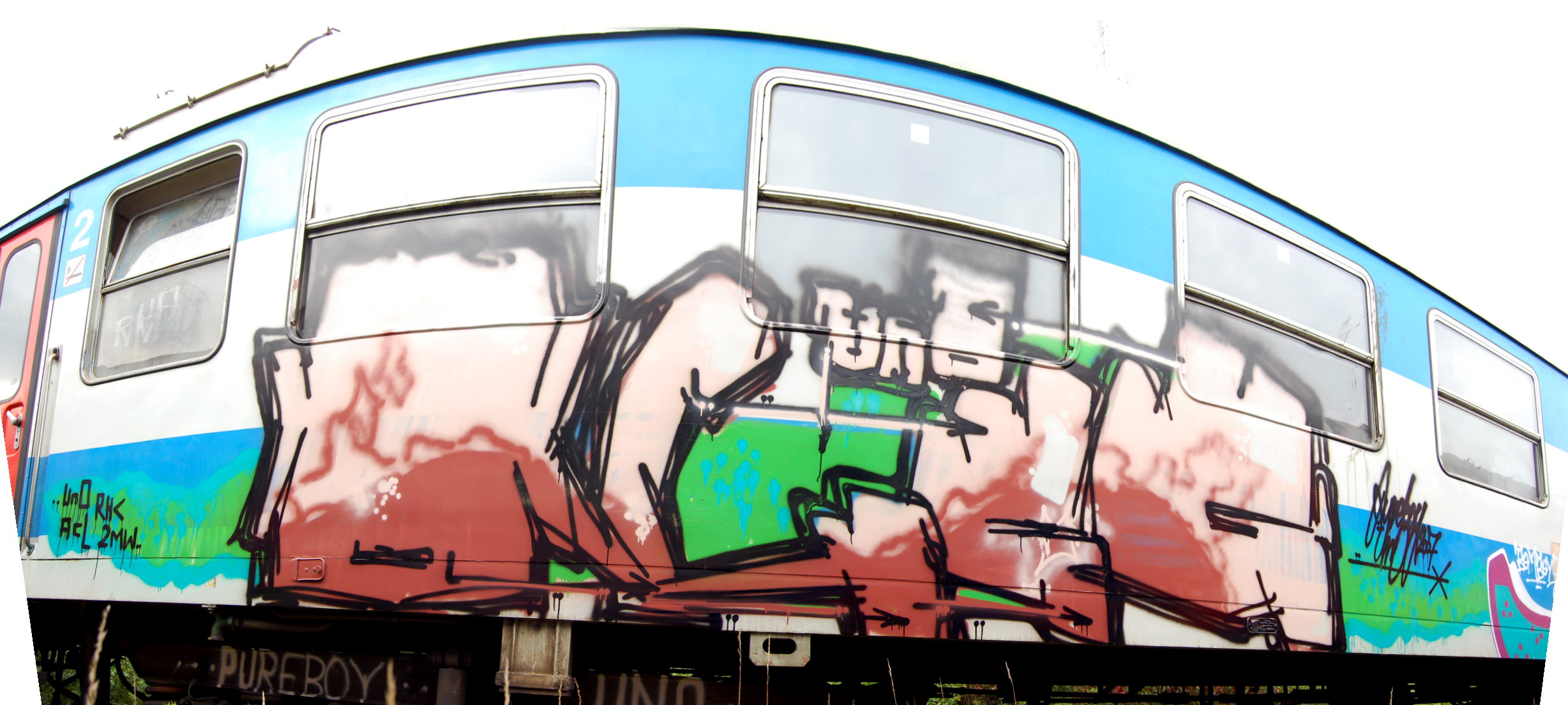
Panel
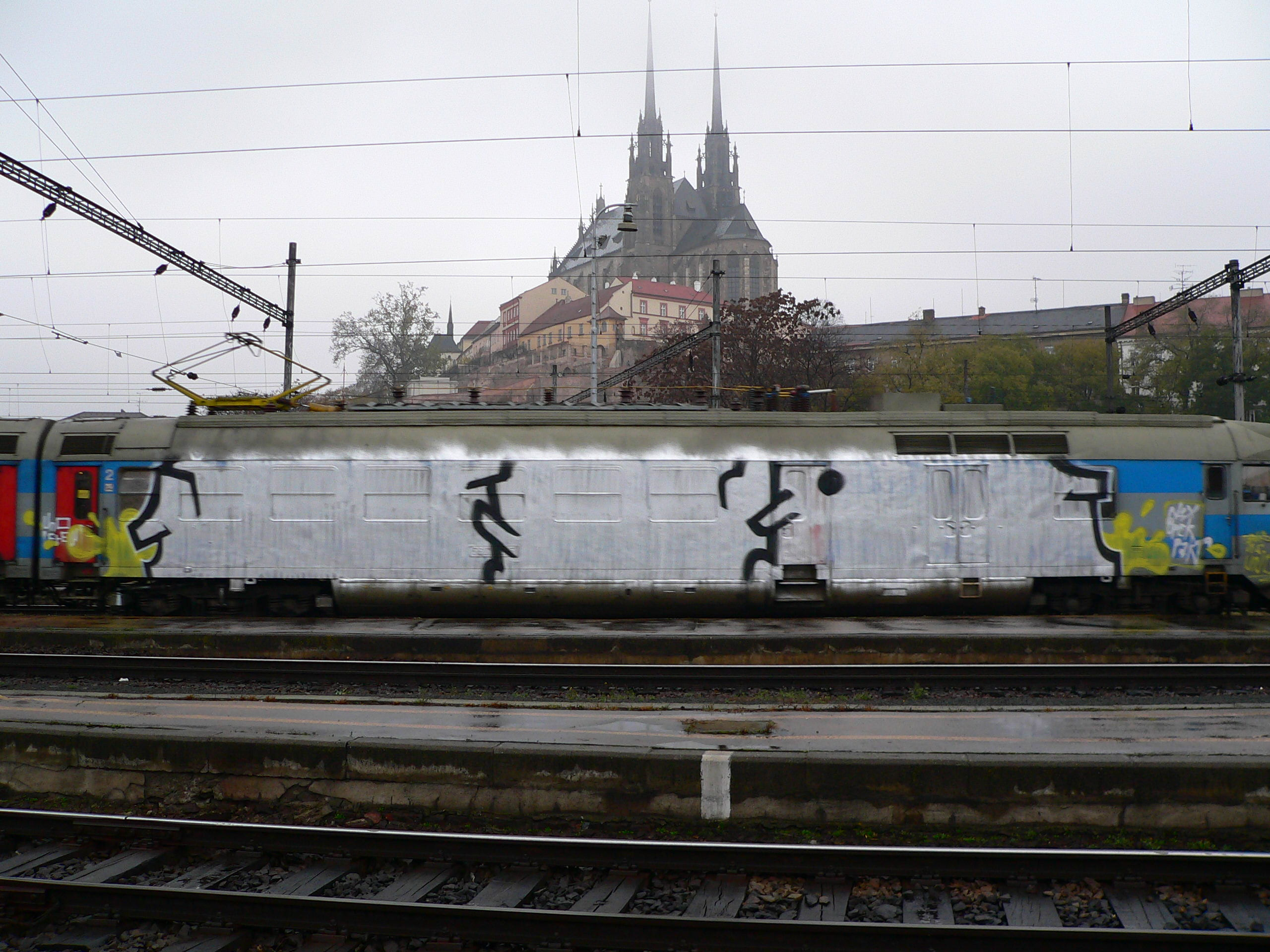
Wholecar
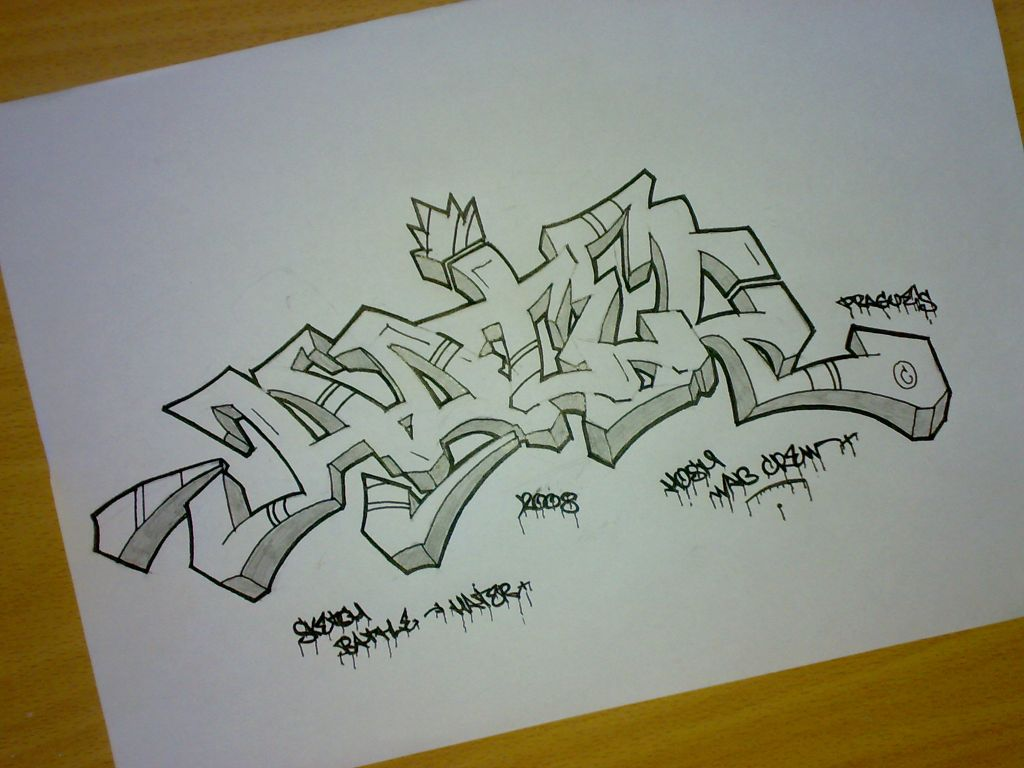
Sketch
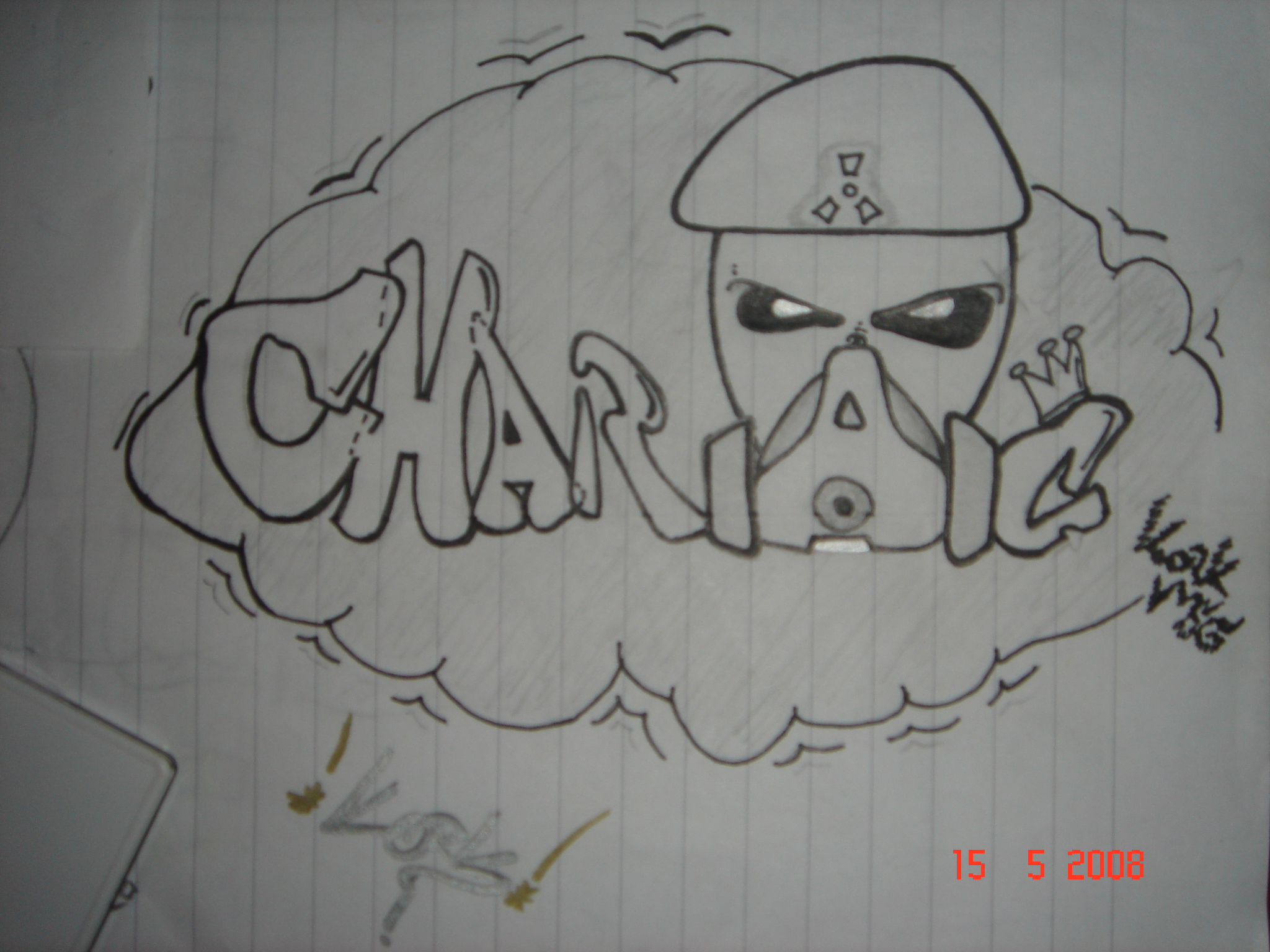
Charakter

#### Monografie
- Martina Overstreet: In graffiti we trust. Mladá fronta 2006, str. 233, ISBN 80-204-1325-1
- CAP: Crew Against People, str. 250, biggboss 2007
- Michal Škapa, Jan Kříbek: 2666 Praha Odyssey, Labyrint 2006, str. 152, ISBN 80-85935-82-1
- Street Art Praha, str. 466, Arbor vitae 2007, ISBN 978-80-86300-99-3